# Here We Stand
Here We Stand är The Fratellis andra fullängdsalbum. Det släpptes den 9 juni 2008.

## Låtlista
1. "My Friend John" - 3:02
2. "A Heady Tale" - 4:53
3. "Shameless" - 3:57
4. "Look Out Sunshine!" - 3:53
5. "Stragglers Moon" - 4:31
6. "Mistress Mabel" - 4:28
7. "Jesus Stole My Baby" - 4:24
8. "Babydoll" - 4:42
9. "Tell Me a Lie" - 3:59
10. "Acid Jazz Singer" - 4:22
11. "Lupe Brown" - 5:27
12. "Milk and Money" - 4:44